# Women Hellas Verona 2022-2023
Questa voce raccoglie le informazioni riguardanti la Women Hellas Verona Società Sportiva Dilettantistica nelle competizioni ufficiali della stagione  2022-2023.

## Divise e sponsor
La tenuta di gioco è la stessa della squadra maschile del Verona. Viene confermato lo sponsor ufficiale, Sinergy, e il fornitore di materiale tecnico, Macron.
La divisa casalinga, dedicata alla città, ha il nome "Verona, il Verona". Si tratta del classico completo all blue degli anni settanta, sul cui petto è raffigurata la croce dello stemma comunale composta a mosaico dallo stemma societario. Sul retro del colletto interno è raffigurata la bandiera del capoluogo su cui è scritto "1903", anno della fondazione della società, per festeggiarne il 120º anniversario. Tale simbolo è raffigurato anche in quella da trasferta, denominata "Scolpita in Verona" per via della colorazione grigio pietra che fa riferimento ai monumenti romani cittadini. La terza divisa, turchese, riprende il colletto della divisa casalinga del 2019-20 e raffigura in blu il profilo dell'Arena. Il 4 aprile 2023 è stata presentata una divisa celebrativa per il 120º anniversario dalla fondazione della squadra, basata su quella del 1909.
| Casa | Trasferta | Terza divisa | Celebrativa |

## Rosa
Rosa, ruoli e numeri di maglia tratti dal sito ufficiale, aggiornati al 3 ottobre 2022.
| N. |                       | Ruolo | Calciatrice        |
| -- | --------------------- | ----- | ------------------ |
| 1  | Canada (bandiera)     | P     | Margot Shore       |
| 3  | Italia (bandiera)     | D     | Michela Ledri      |
| 6  | Italia (bandiera)     | D     | Sofia Meneghini    |
| 7  | Italia (bandiera)     | C     | Rossella Sardu     |
| 10 | Italia (bandiera)     | A     | Rachele Peretti    |
| 11 | Italia (bandiera)     | A     | Federica Anghileri |
| 13 | Italia (bandiera)     | D     | Giulia Bursi       |
| 16 | Slovacchia (bandiera) | A     | Stela Semanová     |
| 17 | Italia (bandiera)     | A     | Veronica Pasini    |
| 18 | Italia (bandiera)     | C     | Alice Giai         |
| 19 | Italia (bandiera)     | D     | Francesca Quazzico |
| 20 | Italia (bandiera)     | D     | Bianca Vergani     |
| 22 | Italia (bandiera)     | C     | Alessia Pecchini   |

| N. |                     | Ruolo | Calciatrice        |
| -- | ------------------- | ----- | ------------------ |
| 23 | Italia (bandiera)   | A     | Alessia Rognoni    |
| 24 | Italia (bandiera)   | C     | Nicole Croin       |
| 26 | Italia (bandiera)   | C     | Giulia Mancuso     |
| 27 | Italia (bandiera)   | C     | Irene Lotti        |
| 28 | Italia (bandiera)   | A     | Elena De Cao       |
| 30 | Svizzera (bandiera) | P     | Fanny Keizer       |
| 31 | Italia (bandiera)   | C     | Melissa Doneda     |
| 32 | Italia (bandiera)   | P     | Nikol Rubinaccio   |
| 33 | Italia (bandiera)   | D     | Alice Pellinghelli |
| 34 | Italia (bandiera)   | D     | Ilena Cabrera      |
| 36 | Italia (bandiera)   | A     | Giulia Bison       |
| 55 | Italia (bandiera)   | D     | Laura Capucci      |

## Calciomercato

### Sessione estiva
| Acquisti | Acquisti           | Acquisti          | Acquisti   |
| R.       | Nome               | da                | Modalità   |
| -------- | ------------------ | ----------------- | ---------- |
| P        | Margot Shore       | Pink Sport Time   | definitivo |
| D        | Alice Pellinghelli | Sassuolo          | prestito   |
| D        | Francesca Quazzico | Inter             | prestito   |
| D        | Bianca Vergani     | Inter             | prestito   |
| C        | Alice Giai         | Juventus          | prestito   |
| C        | Alessia Pecchini   | ChievoVerona FM   | definitivo |
| C        | Rachele Peretti    | ChievoVerona FM   | definitivo |
| A        | Federica Anghileri | Juventus          | definitivo |
| A        | Alessia Rognoni    | Inter             | definitivo |
| A        | Stela Semanová     | Slovan Bratislava | definitivo |

| Cessioni | Cessioni             | Cessioni        | Cessioni      |
| R.       | Nome                 | a               | Modalità      |
| -------- | -------------------- | --------------- | ------------- |
| P        | Asia Casarasa        | Ravenna         | definitivo    |
| P        | Benedicte Håland     | Hibernian       | definitivo    |
| D        | Ana Jelenčić         | Parma           | definitivo    |
| D        | Alina Mjagkova       | Lokomotiv Mosca | definitivo    |
| D        | Eleonora Oliva       | Napoli          | definitivo    |
| C        | Caterina Ambrosi     | Cittadella      | definitivo    |
| C        | Giorgia Arrigoni     | Parma           | prestito      |
| C        | Anna Catelli         | Inter           | fine prestito |
| A        | Federica Anghileri   | Juventus        | fine prestito |
| A        | Lineth Cedeño        | Sampdoria       | definitivo    |
| A        | Marin Guðmundsdóttir | Keflavík        | definitivo    |
| A        | Kailey Willis        | ChievoVerona FM | definitivo    |

### Sessione invernale
| Acquisti | Acquisti               | Acquisti | Acquisti   |
| R.       | Nome                   | da       | Modalità   |
| -------- | ---------------------- | -------- | ---------- |
| C        | Francesca Imprezzabile | Napoli   | definitivo |

| Cessioni | Cessioni    | Cessioni | Cessioni   |
| R.       | Nome        | a        | Modalità   |
| -------- | ----------- | -------- | ---------- |
| C        | Emma Errico | Napoli   | definitivo |

## Risultati

### Serie B

#### Girone di andata
| Arbitro: | Pizzi (Bergamo) |

|               |           |                         |
| Vergani 45+2’ | Marcatori | 72’ Iannazzo 89’ Congia |

| Arbitro: | Eremitaggio (Ancona) |

|                           |           |                                   |
| Quazzico 37’ Pecchini 86’ | Marcatori | 53’ Tamburini 66’ (rig.) Barbieri |

| Arbitro: | De Stefanis (Udine) |

|                                    |           |                            |
| Capucci 6’ Vergani 28’ Peretti 74’ | Marcatori | 5’ Gnisci 40’ Vicchiarello |

| Arbitro: | Tona Mbei (Cuneo) |

|                         |           |                    |
| L. Merli 24’ Fracas 26’ | Marcatori | 35’ (rig.) Peretti |

| Arbitro: | Bazzo (Bolzano) |

|            |           |  |
| Peretti 8’ | Marcatori |  |

| Arbitro: | Traini (San Benedetto del Tronto) |

|                                                                    |           |  |
| Tarantino 17’ Spyridonidou 49’ Salvatori Rinaldi 74’ Massimino 76’ | Marcatori |  |

| Arbitro: | Caggiari (Cagliari) |

|             |           |             |
| Capucci 57’ | Marcatori | 33’ Nichele |

| Arbitro: | Maccorin (Pordenone) |

|                           |           |                    |
| Kuenrath 2’ Tonelli 90+5’ | Marcatori | 4’ Ledri 64’ Croin |

| Arbitro: | Lotito (Cremona) |

|           |           |          |
| Bison 81’ | Marcatori | 7’ Pinna |

| Arbitro: | Bianchi (Prato) |

|                        |           |           |
| Galli 5’ Distefano 37’ | Marcatori | 65’ Bursi |

| Arbitro: | Nigro (Prato) |

|                       |           |  |
| Lotti 10’ Peretti 73’ | Marcatori |  |

| Arbitro: | Di Renzo (Bolzano) |

|  |           |                    |
|  | Marcatori | 63’ (rig.) Peretti |

| Arbitro: | Zini (Udine) |

|                                       |           |  |
| Capucci 28’ Peretti 67’ Anghileri 85’ | Marcatori |  |

| Arbitro: | Tropiano (Bari) |

|  |           |            |
|  | Marcatori | 4’ Rognoni |

| Arbitro: | Cevenini (Siena) |

|                  |           |               |
| Pellinghelli 18’ | Marcatori | 63’ Barbaresi |

#### Girone di ritorno
| Arbitro: | Fantozzi (Civitavecchia) |

|          |           |                          |
| Poli 80’ | Marcatori | 9’ Meneghini 12’ Capucci |

| Arbitro: | Raineri (Como) |

|                  |           |  |
| Rognoni 40’, 55’ | Marcatori |  |

| Arbitro: | Di Loreto (Terni) |

|  |           |                          |
|  | Marcatori | 44’ Sardu 90+3’ Semanová |

| Arbitro: | Paccagnella (Bologna) |

|                                       |           |  |
| Meneghini 10’ Semanová 12’ Pasini 68’ | Marcatori |  |

| Arbitro: | Saffioti (Como) |

|  |           |                               |
|  | Marcatori | 5’ Peretti 15’, 35’ Meneghini |

| Arbitro: | Cerea (Bergamo) |

|                         |           |                                   |
| Semanová 3’ Rognoni 54’ | Marcatori | 37’ Spyridonidou 89’ (aut.) Shore |

| Arbitro: | Hamza Riahi (Lovere) |

|              |           |  |
| Dahlberg 11’ | Marcatori |  |

| Arbitro: | Picardi (Viareggio) |

|                                              |           |  |
| Peretti 15’ (rig.) Rognoni 40’ Casellato 76’ | Marcatori |  |

| Arbitro: | Cappai (Cagliari) |

|                                       |           |             |
| Di Marino 42’ Del Estal 58’ Pinna 60’ | Marcatori | 19’ Rognoni |

| Arbitro: | Frasynyak (Gallarate) |

|                           |           |  |
| Anghileri 43’ Pasinii 53’ | Marcatori |  |

| Arbitro: | Giordano (Matera) |

|  |           |             |
|  | Marcatori | 39’ Rognoni |

| Arbitro: | El Ella (Milano) |

|                                            |           |                     |
| Poli 144’ (aut.) Pasini 47’ Semanová 90+1’ | Marcatori | 2’ Ferrer 29’ Licco |

| Arbitro: | Chieppa (Biella) |

|  |           |                |
|  | Marcatori | 21’, 66’ Lotti |

| Arbitro: | Tona Mbei (Cuneo) |

|                          |           |                         |
| Anghileri 12’ Pasini 75’ | Marcatori | 27’ Visentin 58’ Moraca |

| Arbitro: | Castelli (Ascoli Piceno) |

|                      |           |                                                |
| Raggi 41’ Carrer 66’ | Marcatori | 8’ Anghileri 45’ Rognoni 68’ Semanová 88’ Giai |

### Coppa Italia

#### Gironi eliminatori
| Arbitro: | Esposito (Napoli) |

|                            |           |                                          |
| Bargi 8’, 9’ Tortarolo 44’ | Marcatori | 14’, 18’ Peretti 34’ Vergani 80’ Capucci |

| Arbitro: | Rodigari (Bergamo) |

|  |           |                                                        |
|  | Marcatori | 12’ Kaján 19’ Severini 46’ Jóhannsdóttir 58’ Mijatović |

## Statistiche

### Statistiche di squadra
| Competizione | Punti | In casa | In casa | In casa | In casa | In casa | In casa | In trasferta | In trasferta | In trasferta | In trasferta | In trasferta | In trasferta | Totale | Totale | Totale | Totale | Totale | Totale | DR  |
| Competizione | Punti | G       | V       | N       | P       | Gf      | Gs      | G            | V            | N            | P            | Gf           | Gs           | G      | V      | N      | P      | Gf     | Gs     | DR  |
| ------------ | ----- | ------- | ------- | ------- | ------- | ------- | ------- | ------------ | ------------ | ------------ | ------------ | ------------ | ------------ | ------ | ------ | ------ | ------ | ------ | ------ | --- |
| Serie B      | 58    | 15      | 10      | 2       | 3       | 30      | 13      | 15           | 7            | 5            | 3            | 23           | 19           | 30     | 17     | 7      | 6      | 53     | 32     | +21 |
| Coppa Italia | -     | 1       | 0       | 0       | 1       | 0       | 4       | 1            | 1            | 0            | 0            | 4            | 3            | 2      | 1      | 0      | 1      | 4      | 7      | -3  |
| Totale       | -     | 16      | 10      | 2       | 4       | 30      | 17      | 16           | 8            | 5            | 3            | 27           | 22           | 32     | 18     | 7      | 8      | 57     | 39     | +18 |

### Andamento in campionato
| Giornata  | 1  | 2  | 3 | 4 | 5 | 6  | 7 | 8  | 9  | 10 | 11 | 12 | 13 | 14 | 15 | 16 | 17 | 18 | 19 | 20 | 21 | 22 | 23 | 24 | 25 | 26 | 27 | 28 | 29 | 30 |
| --------- | -- | -- | - | - | - | -- | - | -- | -- | -- | -- | -- | -- | -- | -- | -- | -- | -- | -- | -- | -- | -- | -- | -- | -- | -- | -- | -- | -- | -- |
| Luogo     | C  | T  | C | T | C | T  | C | T  | C  | T  | C  | T  | C  | T  | C  | T  | C  | T  | C  | T  | C  | T  | C  | T  | C  | T  | C  | T  | C  | T  |
| Risultato | P  | N  | V | P | V | P  | N | N  | N  | P  | V  | V  | V  | V  | N  | V  | V  | V  | V  | V  | N  | P  | V  | P  | V  | V  | V  | V  | N  | V  |
| Posizione | 10 | 12 | 7 | 8 | 6 | 10 | 9 | 10 | 10 | 11 | 10 | 9  | 7  | 7  | 8  | 7  | 7  | 6  | 6  | 5  | 5  | 6  | 5  | 6  | 5  | 5  | 5  | 5  | 5  | 5  |

Legenda:

Luogo: C = Casa; T = Trasferta. Risultato: V = Vittoria; N = Pareggio; P = Sconfitta.

### Statistiche delle giocatrici
| Giocatore       | Serie B  | Serie B | Serie B     | Serie B    | Coppa Italia | Coppa Italia | Coppa Italia | Coppa Italia | Totale   | Totale | Totale      | Totale     |
| Giocatore       | Presenze | Reti    | Ammonizioni | Espulsioni | Presenze     | Reti         | Ammonizioni  | Espulsioni   | Presenze | Reti   | Ammonizioni | Espulsioni |
| --------------- | -------- | ------- | ----------- | ---------- | ------------ | ------------ | ------------ | ------------ | -------- | ------ | ----------- | ---------- |
| F. Anghileri    | 20       | 4       | 1           | 0          | 2            | 0            | 0            | 0            | 22       | 4      | 1           | 0          |
| G. Bison        | 18       | 1       | 1           | 0          | 1            | 0            | 0            | 0            | 19       | 1      | 1           | 0          |
| G. Bursi        | 10       | 1       | 0           | 0          | 0            | 0            | 0            | 0            | 10       | 1      | 0           | 0          |
| I. Cabrera      | -        | -       | -           | -          | 0            | 0            | 0            | 0            | 0        | 0      | 0           | 0          |
| L. Capucci      | 29       | 4       | 0           | 0          | 2            | 1            | 0            | 0            | 31       | 5      | 0           | 0          |
| E. Casellato    | 9        | 1       | 0           | 0          | 1            | 0            | 0            | 0            | 10       | 1      | 0           | 0          |
| N. Croin        | 9        | 1       | 1           | 0          | 1            | 0            | 0            | 0            | 10       | 1      | 1           | 0          |
| E. De Cao       | 1        | 0       | 0           | 0          | -            | -            | -            | -            | 1        | 0      | 0           | 0          |
| M. Doneda       | -        | -       | -           | -          | 0            | 0            | 0            | 0            | 0        | 0      | 0           | 0          |
| M. Duerto       | -        | -       | -           | -          | -            | -            | -            | -            | -        | -      | -           | -          |
| A. Giai         | 26       | 1       | 1           | 0          | 2            | 0            | 0            | 0            | 28       | 1      | 1           | 0          |
| F. Keizer       | 1        | 0       | 0           | 0          | 0            | 0            | 0            | 0            | 1        | 0      | 0           | 0          |
| M. Ledri        | 30       | 0       | 0           | 0          | 2            | 0            | 0            | 0            | 32       | 0      | 0           | 0          |
| E. Lefebvre     | 4        | 0       | 0           | 0          | 0            | 0            | 0            | 0            | 4        | 0      | 0           | 0          |
| I. Lotti        | 26       | 3       | 0           | 0          | 2            | 0            | 0            | 0            | 28       | 3      | 0           | 0          |
| G. Mancuso      | -        | -       | -           | -          | 1            | 0            | 0            | 0            | 1        | 0      | 0           | 0          |
| S. Meneghini    | 25       | 4       | 1           | 0          | 2            | 0            | 0            | 0            | 27       | 4      | 1           | 0          |
| V. Pasini       | 26       | 4       | 1           | 0          | 2            | 1            | 1            | 0            | 28       | 5      | 2           | 0          |
| A. Pecchini     | 11       | 1       | 3           | 0          | 1            | 0            | 0            | 0            | 12       | 1      | 3           | 0          |
| A. Pellinghelli | 20       | 1       | 0           | -          | 2            | 0            | 0            | 0            | 22       | 1      | 0           | 0          |
| R. Peretti      | 29       | 8       | 0           | 0          | 2            | 2            | 0            | 0            | 31       | 10     | 0           | 0          |
| F. Quazzico     | 5        | 1       | 0           | 1          | 1            | 0            | 0            | 0            | 6        | 1      | 0           | 1          |
| A. Rognoni      | 23       | 8       | 1           | 0          | 1            | 1            | 0            | 0            | 24       | 9      | 1           | 0          |
| R. Sardu        | 26       | 1       | 2           | 1          | 2            | 0            | 0            | 0            | 28       | 1      | 2           | 1          |
| S. Semanová     | 21       | 5       | 0           | 0          | 1            | 0            | 0            | 0            | 22       | 5      | 0           | 0          |
| M. Shore        | 29       | -32     | 1           | 0          | 2            | -7           | 0            | 0            | 31       | -39    | 1           | 0          |
| G. Termentini   | -        | -       | -           | -          | -            | -            | -            | -            | -        | -      | -           | -          |
| B. Vergani      | 13       | 2       | 1           | 0          | 1            | 1            | 0            | 0            | 14       | 3      | 1           | 0          |

## Giovanili

### Organigramma
Area tecnica
- Primavera
  - Allenatore:

### Piazzamenti
- Primavera:
  - Campionato: 7º posto
  - Torneo di Viareggio: